# X (DISH//のアルバム)
『X』（クロス）は、日本のダンスロックバンド・DISH//の4作目のフルアルバム。Sony Recordsから2021年2月24日に発売された。

## 概要
- 前作『Junkfood Junction』から約1年10ヶ月振りのリリース。
- CDは完全生産限定盤、初回生産限定盤A・B、通常盤の4形態で発売。
- 配信限定シングル「NOT FLUNKY」「僕らが強く。」「あたりまえ」や、自身の10thシングル『僕たちがやりました』のカップリングである「猫」をYouTubeチャンネル『THE FIRST TAKE』にて披露し、配信限定シングルとして配信リリースされ、ストリーミング累計再生回数が1億回を突破[6]した「猫 〜THE FIRST TAKE ver.〜」の他、スマートフォン向けゲームアプリ『金色のコルダ スターライトオーケストラ』の主題歌[7]である「バースデー」等、全12曲を収録[4]。
- 本作には、メンバーが1曲ずつディレクションを担当しており、それぞれがコミュニケーションを重ねて楽曲を作っていくというコラボレーションスタイルで完成した楽曲を収録しており、コラボの組み合わせは、橘柊生とNulbarichのJQが制作した「QQ」、矢部昌暉と緑黄色社会の長屋晴子が制作した「ニューノーマル」[8]、泉大智とGLIM SPANKYが制作した「未完成なドラマ」、北村匠海とボカロPのくじらが制作した「君の家しか知らない街で」となっている[9]。
- 完全生産限定盤には、紙ジャケ仕様のCDと、アルバム制作に密着した「Documentary of 4th FULL ALBUM『X』 -DISH//であるために-」、シングル曲や人気曲を中心としたセットリストで実施したライブをYouTubeで公開し話題となった「DISH// LIVE 2020 -First Step-」、dTVチャンネル及びひかりTVで期間限定公開された「DISH// LIVE 2020 -Second Step-」から5曲をセレクトしたライブ映像、本作のために2曲収録されたライブ映像「DISH// LIVE 2020 -X Only Edition-」、ライブ収録日のマネージャーにウェアラブルカメラを装着し、舞台裏に密着した「DISH// LIVE 2020　Staff Camera」の5つの映像を収録した特典DVDや、「DISH//の今」を映し出した撮り下ろし写真やインタビューが収められた60Pフォトブック、アルバム限定「X」グッズを付属し、豪華立方体ボックス仕様となっている[4]。
- 初回生産限定盤Aには、2020年8月29日に披露された無観客配信ライブ「DISH// SUMMER AMUSEMENT'20 -Tasty Activity-」の模様をMC含め完全収録した特典DVDと、ライブカット含む24Pフォトブックを付属[4]。
- 初回生産限定盤Bには、前述の自身の楽曲「猫」が原案となった、テレビ東京ドラマ25『猫』の舞台裏でメンバーがトークする撮り下ろしスピンオフムービーやエンディングシーンのメイキング映像や、前述の『THE FIRST TAKE』にて披露されたボーカル北村匠海による「猫」「Shape of Love」の歌唱映像の他、本作収録の「NOT FLUNKY」「僕らが強く。」「バースデー」のミュージック・ビデオ、2020年12月19日にYouTubeにて公開された、「あたりまえ」の北村のボーカルと矢部のアコースティック・ギターのみで演奏しているアコースティック・バージョンの映像を収めた特典DVDと、初回生産限定盤Aとは内容が異なる全24ページのフォトブックを付属[5]。
- 本作の発売を記念し、ファンクラブ限定でのオンラインイベントも開催予定[4]。
- 本作の曲順は、2020年12月25日に自身が出演したテレビ朝日系『ミュージックステーション ウルトラスーパーライブ2020』の楽屋にて話し合いが行われ[10]、アルバム全12曲を半分ずつ、アナログレコードの「A面」「B面」と見立てており、M-1「ルーザー」とM-7「rock’n’roller」がシンメトリーとなる様に意識した構成となっている[11]。

## 収録曲

### CD
1. ルーザー - [3:33]
作詞：北村匠海
作曲：DISH//
編曲：DISH//、川口圭太
  - TBS系『CDTVサタデー』2021年3月度オープニングテーマ[12]
  - 2021年2月17日に各配信サイトにて先行配信された[13]。
  - 2021年2月24日にMVが公開された[14]。
2. QQ - [3:40]
作詞：橘柊生
作曲・編曲：JQ
  - NulbarichのJQからの楽曲提供。
3. ニューノーマル - [3:59]
作詞・作曲：長屋晴子
編曲：板井直樹、山本隼人
  - はるやま商事「どんなシーンでも篇 メンズ」CMソング[15]
  - 緑黄色社会の長屋晴子からの楽曲提供。
  - 同CMにはメンバー4人も出演しており、自身の楽曲がCMソングに起用されるのは初である。
4. 猫 ～THE FIRST TAKE ver.～ - [4:33]
作詞・作曲：あいみょん
編曲：DISH//
  - 10thシングルカップリングのYouTubeチャンネル『THE FIRST TAKE』にて披露されたアコースティックバージョン
  - テレビ東京ドラマ25『猫』主題歌
  - あいみょんからの楽曲提供。
5. あたりまえ - [5:18]
作詞・作曲：北村匠海
編曲：DISH//、宗本康兵
  - 配信限定4thシングル
  - テレビ東京ドラマ25『猫』劇中歌
6. Seagull - [4:01]
作詞・作曲・編曲：新井弘毅
7. rock‘n’roller - [4:00]
作詞：北村匠海
RAP詞：橘柊生
作曲：DISH//
編曲：DISH//、川口圭太
8. NOT FLUNKY - [3:30]
作詞・作曲・編曲：新井弘毅
  - 配信限定1stシングル
9. 君の家しか知らない街で - [4:40]
作詞・作曲・編曲：くじら
  - バーティカルシアターアプリ「smash.」CMソング[16]
  - ボカロPのくじらからの楽曲提供。
10. 僕らが強く。 - [4:45]
作詞・作曲：はっとり
編曲：はっとり、宗本康兵
  - 配信限定3rdシングル
  - 日本テレビ系『スッキリ』2020年8月度テーマソング
  - マカロニえんぴつのはっとりからの楽曲提供。
11. 未完成なドラマ - [3:52]
作詞：松尾レミ
作曲：GLIM SPANKY
編曲：亀本寛貴
  - GLIM SPANKYからの楽曲提供。
12. バースデー - [3:57]
作詞・作曲：新井弘毅
編曲：新井弘毅、村山シベリウス達彦
  - スマートフォン向けゲームアプリ『金色のコルダ スターライトオーケストラ』主題歌[7]
  - 2021年2月4日にMVが公開された[17]。

### 特典DVD

#### 完全生産限定盤

##### DISC 1
- Documentary of 4th FULL ALBUM「X」-DISH//であるために-
- DISH// LIVE 2020 -First Step-

1. 僕たちがやりました
2. ビリビリ☆ルールブック
3. NOT FLUNKY
4. 猫
5. I Can Hear
6. FLAME
7. 勝手にMY SOUL
8. 僕らが強く。

##### DISC 2
- DISH// LIVE 2020 -Second Step-

1. FLASH BACK
2. Newフェイス
3. SAUNA SONG
4. KICK-START
5. Get Power

- DISH// LIVE 2020 -X Only Edition-

1. 晴れるYA!
2. birds

- DISH// LIVE 2020 Staff Camera

#### 初回生産限定盤A
- DISH// SUMMER AMUSEMENT’20 -Tasty Activity-

1. OPENING of SUMMER AMUSEMENT’20 -Tasty Activity-
2. DAWN
3. 勝手にMY SOUL
4. NOT FLUNKY
5. コトダマ
6. Loop.
7. Shape of Love
8. Rock Your Body Rock
9. 求愛ラブダンス
10. Starting Over
11. THE PHANTOM
12. 夢旅
13. JUMPer
14. ビリビリ☆ルールブック
15. HIGH-VOLTAGE DANCER
16. 愛の導火線
17. 僕らが強く。
18. へんてこ
19. 猫
20. 乾杯

#### 初回生産限定盤
- ドラマ「猫」Spin-off

1. ドラマ「猫」Spin-off
2. ドラマ「猫」Ending Making

- Music Video

1. NOT FLUNKY
2. 猫 ～THE FIRST TAKE ver.～
3. Shape of Love ～THE FIRST TAKE ver.～
4. 僕らが強く。
5. バースデー
6. あたりまえ（Acoustic Version）

## 楽曲解説
※シングル曲は各曲のページを参照
1. ルーザー
  - メンバーの北村匠海が作詞、メンバー全員が作曲・ベーシックアレンジを担当した楽曲。
  - デモ段階の仮タイトルは「カラメルソース」[18]。メンバー曰く、デモの仮タイトルは適当に付けている[18]。
  - ドラム[19]や、ボーカルのレコーディングは一発録りテイクが採用されている[20]。
2. QQ
  - NulbarichのJQからの楽曲提供。
  - メンバーの橘柊生がディレクション・作詞を担当した楽曲。
  - 読みは「クイーンズ」。曲名は作詞を担当した橘が考案した[21]。
  - 「Nulbarichのスタイリッシュさ、グルーブとDISH//の融合」というテーマで創られた楽曲[8]。
  - 本作で最後に完成した楽曲[22]。
  - 元々デモの段階では仮歌が英語だったが、その後日本語の歌詞に置き換えて作詞を行った。ボーカルレコーディング前には橘から北村へ「日本語を英語っぽく歌って欲しい」というリクエストがあった[23]。
3. ニューノーマル
  - はるやま商事「どんなシーンでも篇 メンズ」CMソング
  - 緑黄色社会の長屋晴子からの楽曲提供。
  - メンバーの矢部昌暉がディレクションを担当。
  - 「20代になった僕たちの青春」というテーマから創られた楽曲[8]。
  - ディレクションを行った矢部は、「シンセサイザーが目立つ楽曲がDISH//に欲しかった」とコメントしており[24]、デモではギターだったパートをシンセサイザーにした箇所もある[25]
4. Seagull
  - 読みは「シーガル」[26]。
  - 「とにかくライブで盛り上がる曲を作りたい」という意図で制作された楽曲[26]。
  - 本作で唯一、メンバー全員で同時にレコーディングされた[27]。
5. rock‘n’roller
  - メンバーの北村匠海が作詞、橘柊生がラップパートの作詞、メンバー全員が作曲・ベーシックアレンジを担当した楽曲。
  - 本作で唯一DJが入っている楽曲であり、橘のサウンドメイクのこだわりが随所に散りばめられている[28]。
  - #概要にて述べた通り、本作を前半6曲と後半6曲に分けると、「ルーザー」が本作M-1でA面の1曲目、同曲が本作M-7でB面の1曲目となるため、シンメトリーの構成となっている[11]。
6. 君の家しか知らない街で
  - バーティカルシアターアプリ「smash.」CMソング
  - ボカロPのくじらからの楽曲提供。
  - メンバーの北村匠海がディレクションを担当した楽曲。
  - 「描く範囲の狭い物語で、”せつない”より”さみしい”」というテーマから創られた楽曲[9]。
  - 同曲のディレクションを担当した北村は「悲しい切ない、わかりやすい感情ではなくて、"寂しい"っていう誰しも感じたことあるけどよくわからない感情を音楽にしました。一つの映画を味わうように楽しんでもらえたら嬉しいです」とコメントしており[29]、曲中の2回の転調によりサビのキーが全て変わり、後半に向けてドラマチックに展開しており、コメントの通り映画の様なアクセントとなっている[30]。
  - 同曲の北村のボーカルに「猫 ～THE FIRST TAKE ver.～」と少し共通している箇所があり、レコーディング時に敢えてそれを再現しようと何度も歌い直している[31]。
7. 未完成なドラマ
  - GLIM SPANKYからの楽曲提供。
  - メンバーの泉大智がディレクションを担当した楽曲。
  - 「思いっきりGLIM SPANKYを出してほしい。僕らの叫びを隠さない尖った曲を」というテーマから創られた楽曲[9]。
  - ディレクションを担当した泉は、「僕が思っていることや、メンバーが思っているフラストレーションみたいなものなどが詰まっている曲です。曲はGLIM SPANKYさしさを出して頂きました」とコメントしている[32]。
  - 泉と矢部の楽器レコーディングには、楽曲を提供したGLIM SPANKYの亀本寛貴が携わり[33]、北村のボーカルレコーディングには、同じくGLIM SPANKYの松尾レミが携わり、松尾と会話を重ね、何度も歌い北村の一番粗い歌声のテイクが採用された[34]。
8. バースデー - [3:57]
  - スマートフォン向けゲームアプリ『金色のコルダ スターライトオーケストラ』主題歌
  - 「アルバムのラストを飾る曲だが、始まりを感じさせる曲」として同曲の曲順が最後となった[35]。

## 楽曲提供者
※表記は収録順

### アーティスト作
- JQ（Nulbarich）
  - 「QQ」(作曲・編曲)
- 長屋晴子（緑黄色社会）
  - 「ニューノーマル」(作詞・作曲)
- あいみょん
  - 「猫 〜THE FIRST TAKE ver.〜」(作詞・作曲)
- くじら
  - 「君の家しか知らない街で」(作詞・作曲・編曲)
- はっとり（マカロニえんぴつ）
  - 「僕らが強く。」(作詞・作曲・編曲)
- 松尾レミ（GLIM SPANKY）
  - 「未完成なドラマ」(作詞)
- GLIM SPANKY
  - 「未完成なドラマ」(作曲)
- 亀本寛貴（GLIM SPANKY）
  - 「未完成なドラマ」(編曲)

### メンバー作
- 北村匠海
  - 「ルーザー」(作詞)
  - 「あたりまえ」(作詞・作曲)
  - 「rock‘n’roller」(作詞)
- DISH//
  - 「ルーザー」(作曲・編曲)
  - 「猫 〜THE FIRST TAKE ver.〜」(編曲)
  - 「rock‘n’roller」(作曲・編曲)
- 橘柊生
  - 「QQ」(作詞)
  - 「rock‘n’roller」(RAP詞)